# チップ (サービス)

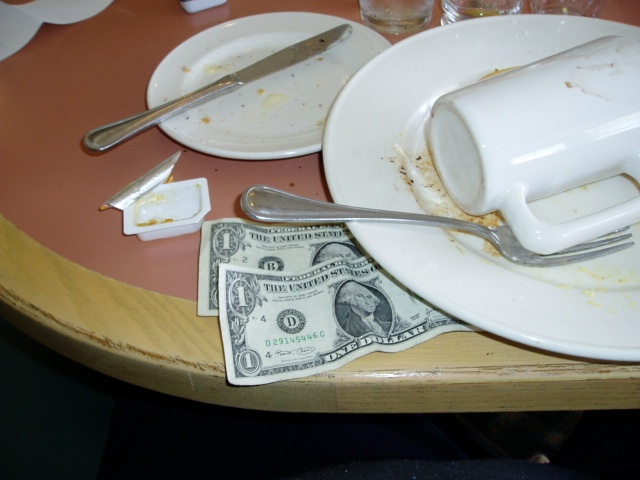
チップとして置かれたドル札　2ドル分

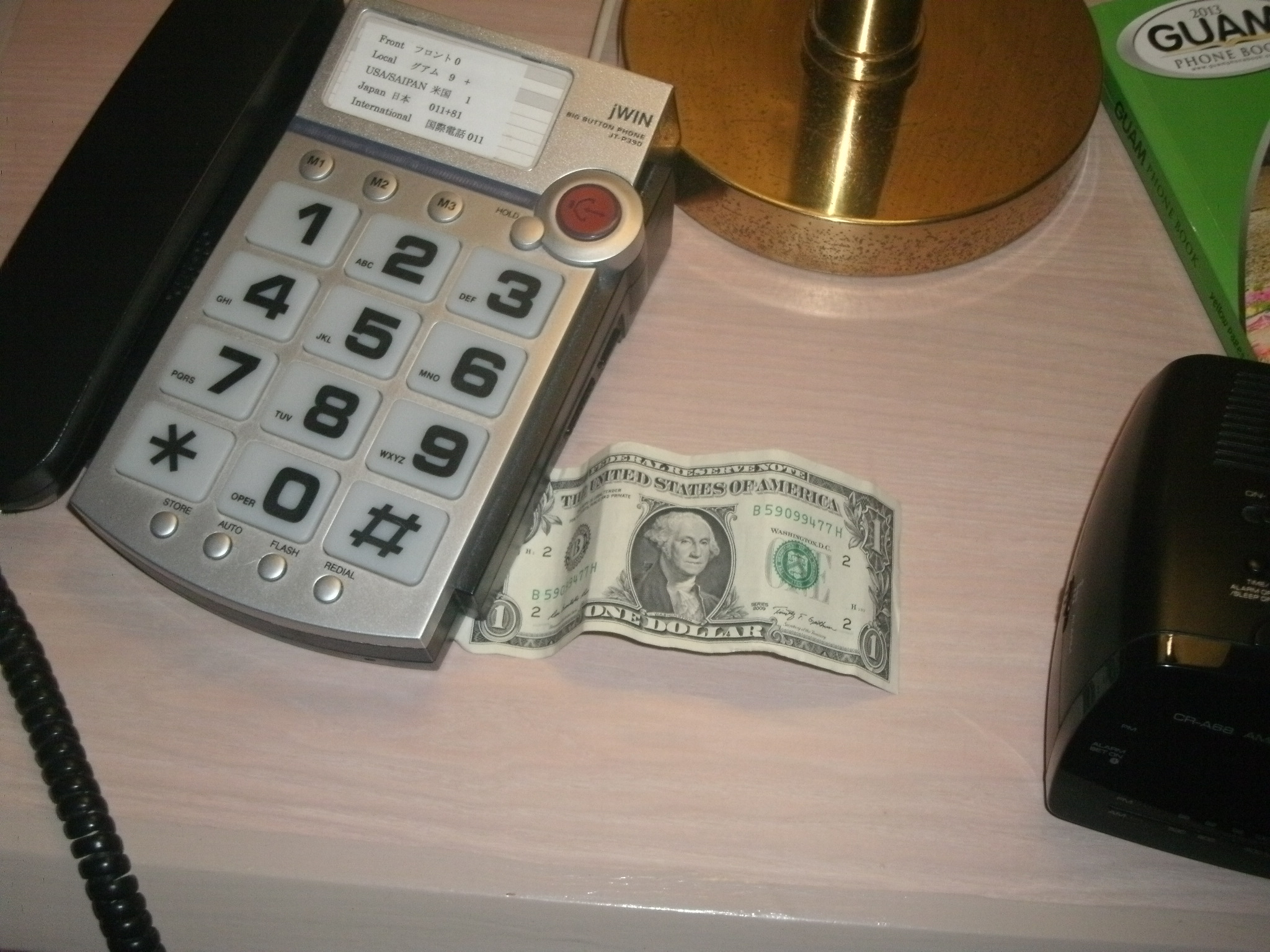
ホテルのルームキーパーに渡すためのチップとして、電話横に置かれたドル紙幣（グアムにて）

チップ（英: tip、英: gratuity）とは、規定料金とは別に、サービスを受けたことに対して心づけとして相手に渡す現金を指す。

## 概要
チップを支払う習慣は国によって異なる。
ヨーロッパの場合、多くの国々では、飲食店やホテルなどの料金にはあらかじめサービス料が含まれているため、チップは必ずしも義務ではない。
元はヨーロッパの上流階級が使用人への好意を示すための心づけとして渡す行為だった。
欧米などでは慣習として、ホテルでの宿泊（ベッドメイキング、ルームサービス、ベルボーイによる荷物の運搬など）やタクシーの利用、レストランでの飲食、理容店や美容院、トイレの使用などに対して発生する。観光旅行の場合には、ツアーガイドや観光バスのドライバーに対して支払うこともある。
チップの慣習のある国では、サービス業の最低賃金が安く設定されているために、チップがサービス業従事者の生活給となっている。とりわけ、個人に対するサービスではそれが顕著である。
一方で、日本では、このような慣習は廃れた、もしくはサービス料や商品代金として無意識のまま徴収されているため、一般にはあまり馴染みの無い習慣となっている。ただし、Uber Eatsなどの飲食の配達人や、タクシーの運転手などにお釣りを受け取らずに渡す場合もあり、それも広義の意味でチップと言える。
欧米などでもチップを煩わしいと思う人が増え、チップを廃止をする店も増えつつあったが、新型コロナウイルス感染症の世界的流行により2020年ごろからセルフレジやタッチパネルが導入されると、画面にチップの支払い額（無し、15 - 20%）が表示されるようになり支払額が増加した。
白人より非白人、男性より女性の方が少ないチップしか払われないといった、人種や性別によってチップの額が増減することもあり、差別意識を生むという批判もある。

## 語源
チップの語源は不明である。 俗説として、18世紀のイギリスのパブで、サービスを迅速に受けたい人のために To Insure Promptness と書かれた箱を置き、そこにお金を入れさせたことに由来し、チップの語源はこの箱に書かれた文言の頭文字であるとするものがあるが、疑わしい。
フランス語では pourboire で、ドイツ語では Trinkgeld という。いずれも「酒を飲むためのお金」というような意味である。サービスしてくれる人をねぎらって、「これで一杯飲んでくれ」と小銭を渡したことがチップの始まりであると考えられる。

## 各国・地域の事情
チップの習慣は北米やヨーロッパで多く見られるほか、欧米文化の影響で取り入れているケースもある。チップの習慣がない地域の人がそれらの国へ旅行してトラブルになることもある。以下に、チップの習慣がある主な国や地域の相場を示すが、物価や社会情勢などの影響があるため変動する。

### 主な国・地域におけるチップ相場の例
| 国名・ 地域名  | ホテル | レストラン | タクシー | トイレ                                                                                           | その他 | 出典                      |
| -------------- | --- | --- | --- | ------------------------------------------------------------------------------------------------ | --- | ------------------------- |
| アメリカ合衆国 | 基本は、対面で何かやってもらった際に渡す。 - ベルマン、ドアマン、ポーターによる荷物の運搬で1個につき1 - 2ドル程度。 - ベルマン、ドアマンがタクシーをつかまえてくれたとき1ドル程度。 - ベルマンがメッセージや届け物を部屋まで届けてくれたとき1ドル程度。 - ルームサービスを頼んだとき、料金の10 - 15%程度。 - タオルや毛布、バスローブなどを部屋まで持ってきてくれたとき1ドル程度。 - ルームメイドに部屋を頼んで掃除してもらったとき、1回につき2ドル程度。なお毎日の定期的な掃除には不要。 - コンシェルジュにチケットやレストランの手配を依頼したとき、難易度に応じて10 - 30ドル以上。 | - 合計金額の15 - 20%程度。サービス料込の場合はそれより少額。 - ファストカジュアルやファストフードでは不要。 - アメリカ合衆国が定める連邦最低賃金7ドル25セントであるが、レストランではチップが給与の一部とみなされているため、レストランでチップをもらう従業員の最低時間給は2ドル13セントとしている。 - ただし、チップと2ドル13セントの合計金額が連邦最低賃金の7ドル25セントに充つるまでは使用者負担で差額を払う（従って従業員は客が全く来なくても7ドル25セントが保障される）。 - これは守るべき「最低」基準であり、例えば契約賃金（＝最低賃金7ドル25セント）にチップをそっくり上乗せするなどは構わない。州や市の定める最低賃金と連邦最低賃金に差がある場合は高い方の金額になる。 - 使用者はクレジットカードの手数料や税金など合法的な控除を除いて「中抜き」することなくチップの全額を従業員に払わなければならない。 | 料金の10 - 15%程度。最低でも1ドル程度。荷物が多い場合には多めに払う。 運賃支払いの時に切りのいい額で多めに出し「Keep the change」（釣りは要らないよ）と言ってもよい。 |                                                                                                  | - 空港シャトルバスを利用したらドライバーに1 - 3ドル程度。ただし、決められたルートを回る大型バスの場合は不要。 - 空港からホテルまでの無料シャトルバスを利用したらドライバーに1ドル程度。 - 観光バスのツアーに参加したらドライバーやガイドに1 - 10ドル程度。 | [ 9 ] [ 4 ] [ 10 ] [ 11 ] |
| カナダ         | - ルームメイドには、1ベッドにつき1ドル程度。 - ルームサービスには、料金の10 - 15%。タオルや毛布の不足補充を頼んだら50セント - 1ドル。 | 合計金額の15 - 20%程度。サービス料込の場合はそれより少額か不要。 | 料金の10 - 15%程度。最低でも50セント程度。荷物が多い場合には若干多めに払う。                                                                                          |                                                                                                  | 観光バスでは、たいていドライバーがガイドを兼ねているので、ツアー終了時に3 - 5ドル程度。 | [ 12 ]                    |
| イギリス       | - ポーターにはスーツケース1個につき50 - 75ペンス程度。 - ベルボーイやルームサービスに対し1回につき50ペンス - 1ポンド程度。 | 合計料金の10 - 15%程度。サービス料が含まれている場合は不要。 | 料金の10 - 15%程度。 | 掃除の係員がお皿を前に置いて座っていたら10 - 20ペンス。                                          | パブでは原則不要。 | [ 13 ] [ 14 ]             |
| フランス       | - ベルボーイやルームサービスに対し1回につき1 - 2ユーロ程度。 - 通常の掃除やベッドメークには不要。 | - 高級レストランなどでは食事代の5 - 10%が目安。 - 中級以下ではおつりの小銭を残す程度。 | 料金の10 - 15%程度。 | 掃除の係員がお皿を前に置いて座っていたら50セント程度。                                           | 劇場などの案内係に座席を案内してもらったらお礼として50セント - 1ユーロ程度。ただし、国立劇場では公務員なので不要。 | [ 15 ]                    |
| ドイツ         | ベルボーイやルームサービスを頼んだ時に1ユーロ程度。 | 一般には5 - 10%ぐらいの額を、テーブルでの支払い時に切りのいい金額に切り上げて渡すか、お釣りの小銭をテーブルに残す。 | 料金の10%程度。トランクに入れる荷物が多いときはやや多めに。 | 掃除の係員がお皿を前に置いて座っていたら20 - 30セント程度。                                      | | [ 16 ]                    |
| イタリア       | ポーターやルームサービスに対して1ユーロ程度 | 料理代金に含まれる場合がほとんど。別計算でも勘定書きには含まれている。店の格により7 - 15%程度。 | 料金の10%程度。 | 係員が一律に徴収する場合や、皿を置いて任意にとする場合がある。20 - 70セント程度。                | | [ 17 ]                    |
| 香港           | - ホテルのトイレでは2 - 5ドル程度。 - ベルボーイや部屋係には10ドル程度。 | - 合計金額の10%がサービス料として上積みされているので、おつりの小銭を渡す程度。 - 大衆食堂やファストフード店では不要。 | 不要。 |                                                                                                  | イギリス文化の名残としてチップの習慣が根強い。 | [ 18 ]                    |
| エジプト       | バクシーシとして、荷物を運んでくれたポーターに1 - 2ポンド、枕銭として1 - 2ポンド程度。高級ホテルの場合はこれより多めに。 | バクシーシとして、観光客が利用するようなレストランでは料金の10%程度。 | 都市部で流しのタクシーに近距離乗車した場合は基本的に不要。 | 空港や博物館のトイレは不要。トイレの管理人から何らかのサービスを受けても50ピアストル程度で充分。 | 「バクシーシ」はチップに似るが、イスラームの教えに起源をもつ習慣であり、喜捨の意味合いもある（後述）。 | [ 19 ]                    |

### アメリカ合衆国
アメリカでは1860年頃からプルマンが始めた寝台車による鉄道旅行において、多く雇用されていた黒人のポーターへチップを渡す機会があり、中流階級にも浸透したとされる。
アメリカの連邦最低賃金は通常の労働者とチップを貰うような職業の労働者（チップ労働者）で別になっており、チップの収入があるという理由でチップ労働者の最低賃金は通常の労働者よりも低く設定されている。
2018年ごろではレストランでは税引き後の飲食代金の10 - 15%程度が平均的な額と言われていたが、物価上昇などにともない2023年ごろには15 - 20%、2024年には20 - 25%程度となっている。
飲食店以外では美容院などで料金の10 - 15%に相当する程度のチップを支払う習慣がある。

### ヨーロッパ
観光バスによるガイド付きツアーに参加した場合、ツアー終了時の降車口にざる等が置かれ、そこにガイドやドライバーへのチップを入れるようにしていることがある。相場としては、半日観光で日本円にして200円相当額程度、1日観光で同300円相当額前後、数日に及ぶ場合は同300円相当額×日数といったところである。（国・地域、為替レートによる）
クルージングの場合、日帰りクルーズ等の場合はチップはほとんど必要ないが、船内に寝泊まりする本格的クルーズの場合は、下船時にまとめて相当額のチップを払うことが慣習となっている。目安は、客室係員とレストランのウェイターに1日当たり日本円にして500円相当額前後、皿の上げ下げを手伝うウェイターのアシスタント bus boy に200円相当額程度である。チップは、下船の前日辺りに渡される封筒に宛名を書き、日数分を入れ集めるような形になっていることがある。なお、船長や高級船員（オフィサー）に「チップを渡すこと」は、威厳を損なう大変失礼な行為となってしまうので、厳に慎まなければならない。
生バンド等が入っている飲食店では、日本人客と見ると日本の楽曲を演奏することがある。ここで大きな拍手をしてしまうと、テーブルにまで寄ってきて何曲も演奏し、多額のチップを払わされることになってしまう。この場合には、拍手は周りに合わせるか、チップを払うことにすればよい。
カジノでは大きく勝った場合、勝ち具合に応じて1 - 5%をディーラーに支払うことが習慣になっている国が多い。ルーレットやブラックジャックなど、ディーラーとの距離が近い場合は特にコミュニケーションの一環として考えられる。アジアのカジノでは、ディーラーが換金（カラーアップ）の際にチップ分をあらかじめ控除して渡すことが見受けられる。中には大勝ちした場合、ディーラーに大盤振る舞いしないと「帰りの夜道が怖い」という物騒な伝説を持つカジノもあるという。

### 日本での事情
前述のとおり、日本ではチップの習慣は廃れ、サービス料といった形でそれに相当するものが徴収されているが、ごく一部にチップに相当する現金を収受する慣習例が残っている。
例えば、旅館で見られる「茶代」もしくは「心付け」収受の慣習がそれである。宿屋における茶代とは宿泊料とは別に帳場（宿主）へ客が与える金銭であり、心づけは部屋の女中や荷物係の下男などに与える金銭を指した。欧米のチップと違う点は、日本ではそれらを渡すときに、紙、もしくは祝儀袋、ポチ袋などに包んで渡すのが礼儀とされる点である。硬貨や紙幣をそのまま渡すことは「相手に対する非礼」と見なされる。ただし、バブル期には、「釣りは要らないよ」などと言って、大抵は、羽振りが良く金払いの良い年輩男性客などが粋な仕草として、大きいお札の額を現金で払いお釣りを受け取らずに店を出るという日本流のチップ文化は、かつてドラマなどでよく描写されるなどして現実でも一部存在し、現代でもその名残が垣間見られることはある。だが、現在の多くの場所では従業員に対して受け取りを禁止することが教育されているので、そのほとんどが断られる。また、タクシーの料金支払い時に、急いでお釣りを断ったりチップとして渡すことがあっても、欧米と同様に裸のまま渡す場合がある。
旅館における茶代の習慣は江戸時代にはすでに行われ、明治・大正期には廃止論が叫ばれはじめ、昭和期に次第に廃れていった。明治の思想家内村鑑三は茶代を賄賂の一種とみなし、日本から排除しなくてはならないと説いた。当初、日本の旅館の宿泊費は実費のみの請求であったため、茶代が宿の純益となっていた。帝国ホテル元社長の犬丸徹三によると、茶代はあくまで客の自由意志で与えるものだが、必ず出すべきものであり、その金額は、宿の格、部屋の規模・造作・設備、従業員の接遇ぶりを観察して客が決めるものだった。通は勘定書きと同額の茶代を払ったというが、昭和初期には茶代と心づけとで宿料と同額というのが多かった。1940年（昭和15年）のマナー本では茶代が支払金額の2 - 3割、女中への祝儀が1 - 2割としている。昭和初期の旅行雑誌の著名人アンケートによると、女中への心づけは茶代の半額もしくは同額とする者、茶代より心づけのほうを多くする者などさまざまで、まったく払わないという者もいた。この煩わしさを嫌う客も多く、次第に茶代廃止の宿や茶代の代わりに総額に応じた一定の給仕料を取る宿が増えていった。
萩原朔太郎によると、茶代は江戸時代の旅客取締規則が厳しかったために始まった風習という。宿泊料が一定の額に規定され過度にむさぼることが禁止されていたため、とくに優待した富裕客にはその分だけ茶代の名目でもらい受けるようになった。茶代はあくまで客の自由意志であるため、取締規則に触れなかったのである。反対に貧しい客からは茶代は取らず、昭和の時代でも学生や行商人からは茶代を受け取らないのが一般的だった。
また、日本料理屋においても給仕に祝儀を送る慣習が存在したが、西洋料理屋にチップを払う文化は、全く生まれなかった。明治時代後期に書かれた村井弦斎の小説『食道楽 秋の巻』（1903年）において、登場人物の中川は以下のように話している。
祝儀や心づけは料理屋の給仕人や女中、下足番、料理人のほか、芝居や寄席の出方（案内人）などに渡していた。芸者を呼んだ場合には時間料金とは別に芸者に祝儀を渡さなければならないし、箱屋にも心づけが必要だった。人夫・車夫・職人などに、約束した賃金以外に与える心づけの金銭は酒手、酒代（さかだい、さかしろ）と呼ばれ、江戸時代には酒手を強要する馬士・人足を取り締まる令達が出されることもあった。また、酉の市の熊手を買う際には、売り手と値引き交渉をし、その値引きになった額を祝儀として売り手に与えるのが昔から粋な買い方とされている。現代でも相撲茶屋で客を案内する出方にご祝儀を渡す慣習があり、高いほど接待が良くなり安ければ不親切になる。
学校の遠足や修学旅行などでは、あらかじめバスガイドや運転手への「心付け」として、旅行費用と一緒に徴収する例が見られる。このほかゴルフコースなどでも、キャディーに対して「心付け」として個別に封筒に入れて渡す場合がある。一般に初心者が多い場合やコンペを前提としたペース配分が求められる場合などが多い。　

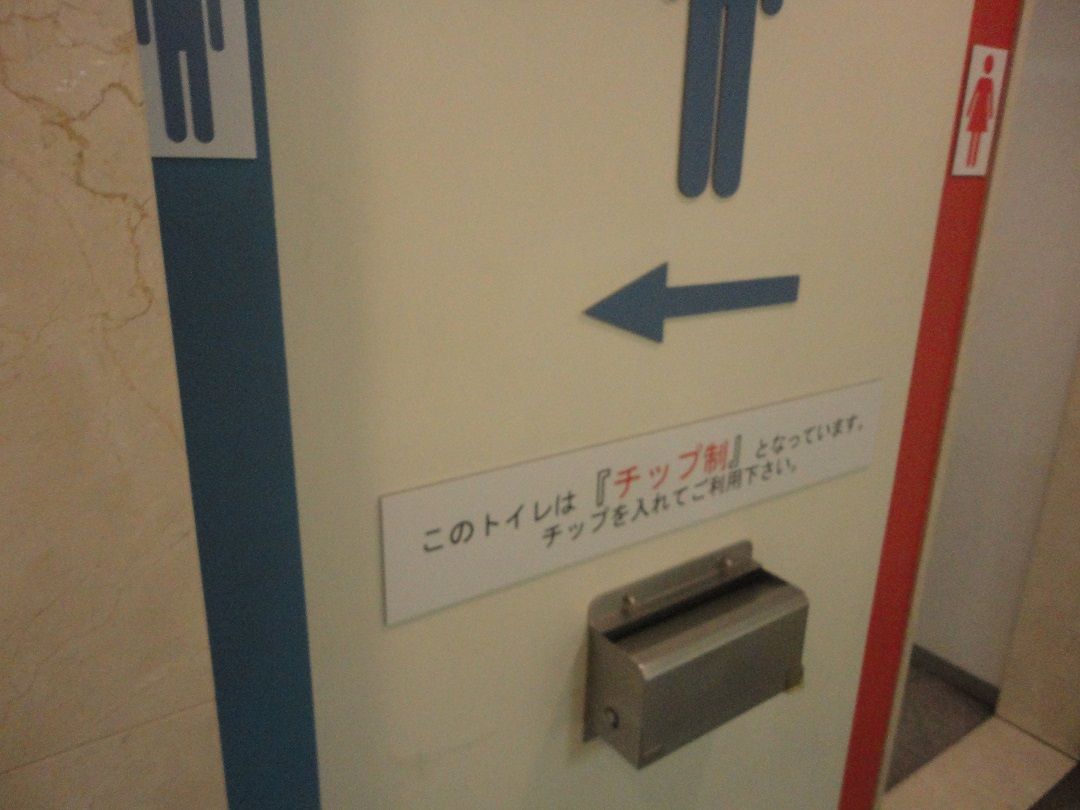
公衆トイレに設置されているチップ入れ。

また、日本国内でも「チップトイレ」という、利用者に使用料金を求める公衆便所が存在する。例えば、山岳地域などの観光地によく見られる。これは汚物処理や環境保護などに莫大な経費が掛かるという事情があるためである。
他にも、引越客が専門業者に対して「御飯代」「御祝儀」として、チップあるいは飲み物などを渡す場合もあるが、あくまで一部の客の裁量で行なわれるため、全ての客がそうしている訳ではない。
入院や手術の際などに、医師や歯科医師などの医療職（主として執刀医）に対して、「心付け」「謝礼」を渡す習慣があったが、正規の診療報酬以外の報酬を金銭で受け取ることに対し医療職業倫理に反することや、患者との関係が気まずくなるとして現代では多くの医師や病院が断っており、お礼を伝えたい場合は手紙などが推奨されている。
日本において、公務員（国立病院・公立病院・国公立大学や特別職も含む）に心付けを渡すことは、渡した側が賄賂罪(贈賄)に問われる刑法犯罪行為である。

### 台湾
日本と同様に基本的にチップ文化は存在していないが､2013年に台湾観光局が｢チップ制度の普及促進｣を開始したことに伴い一部ホテルや主に高級価格帯のレストランなどでチップを出すことが好ましい場面が存在する｡
しかしそれらは必須ではないため主に利用者の裁量に任されている状態であり､広く普及はしていない｡

### その他のアジア各国
2012年にマスターカードが行った調査では、チップを渡す比率が高い国として、タイ89%、フィリピン75%、香港71%、インド61%、マレーシア40%、インドネシア40%を挙げている。台湾17%、韓国13%、日本3%といった調査結果を挙げている。

### バクシーシ
イスラム圏には「バクシーシ」という習慣があるが、両者の性格はかなり異なっている。
チップが、サービスを享受したことへの対価という性格であるのに対し、バクシーシは、イスラム教では金持ちが、そうでない人に施し物をするという「ザカート（喜捨）」の考え方に立脚している。ただし、喜捨の場合は持つ者が持たぬ者に与える行為であるのに対し、バクシーシの場合はこれがねじれ、持たぬ者が持つ者に積極的にせびるという形になっている。子供の場合、バクシーシをせびることを親から禁じられている。

## 外部サイト
- ハワイの歩き方 - チップの常識

※ハワイだけでなくアメリカ本土にもおおよそ適用可能。
- 茶代心附（Tip）に對する心得 - 『Don't : …なす勿れ』太田柏露、文僊堂、1926
- 『チップ』 - コトバンク